# Euxoa suffusa
Euxoa suffusa är en fjärilsart som beskrevs av Charles Boursin 1927. Euxoa suffusa ingår i släktet Euxoa och familjen nattflyn. Inga underarter finns listade i Catalogue of Life.